# Bjerka
Bjerka – südsamisch: Bearhkoe – ist ein Ort (Tettsted) in der norwegischen Kommune Hemnes in der Provinz (Fylke) Nordland. Der Ort hat 476 Einwohner (Stand: 1. Januar 2024).
Bjerka liegt am Sørfjord etwa auf halbem Weg zwischen Mosjøen und Mo i Rana. Durch den Ort führen die Europastraße 6 und die Nordlandsbanen. Der Bahnhof wurde am 20. Februar 1942 eröffnet. 
Im Ort findet man einen Supermarkt, eine Post, ein Café und ein Motel. Die Einwohnerzahl von Bjerka hat sich die letzten Jahre kaum verändert.